# The Game Changers
Cambio Radical (The Game Changers en su versión original en inglés) es un largometraje documental de 2018 sobre los beneficios de las dietas para atletas basadas en productos vegetales. Contiene los testimonios de varios atletas exitosos, estudios científicos y otros argumentos para la defensa de esta dieta.
El largometraje recibió reseñas generalmente positivas por parte de los espectadores, pero también atrajo una enorme controversia desde la comunidad científica y otros sectores relacionados. Se le acusó de contener graves errores documentales, de manipular la información de sus estudios y de ejercer una exaltación deshonesta del veganismo y otras dietas vegetales, con algunos expertos llegando a tildar al documental de desinformativo y de pseudocientífico.

## Sinopsis
El documental sigue a James Wilks, antiguo luchador de Ultimate Fighting Championship, en su investigación sobre la nutrición. Wilks viaja por el mundo discutiendo sus hallazgos con otros atletas de élite adeptos de las dietas vegetales, entre los que se hallan Arnold Schwarzenegger, Patrik Baboumian y Dotsie Bausch.

## Estreno
The Game Changers se estrenó en el Festival de Cine de Sundance en enero de 2018, con una segunda edición estrenándose a escala mundial en septiembre de 2019. Tuvo una docena de productores ejecutivos, incluyendo a James Cameron, Pamela Anderson, Rip Esselstyn, Jackie Chan y Brendan Brazier.

## Recepción

### Críticas
El documental recibió duras críticas no solo de expertos del mundo de los deportes, la ciencia y la nutrición, sino también de otros defensores de las dietas vegetales. Los críticos señalaron errores factuales en la información presentada, notaron que los estudios científicos citados estaban a menudo sacados de contexto y sometidos a sesgos, y advirtieron que el largometraje presentaba argumentos falaces en favor de la alimentación vegana. También incidieron especialmente en una afirmación concreta del documental, por la cual "las industrias cárnicas y lecheras financian secretamente todos los estudios que demuestran los beneficios de los productos animales", la cual tacharon de teoría de la conspiración sin fundamentos posibles. En comparación con esto, llamó la atención que todos los expertos y profesionales médicos que participaron en el documental tenían intereses comerciales en el mundo de las dietas vegetales, entre ellos el productor ejecutivo James Cameron (dueño de la compañía Verdient Foods).
Al respecto de las conclusiones y el tono general de Game Changers, el nutricionista Layne Norton afirmó que "el largometraje utilizaba hombres de paja, falsas dicotomías, evidencias incompletas y muchas otras falacias lógicas en un intento de demonizar los productos animales y convertir la dieta vegana en la solución de todos los problemas del mundo". Otro experto, Paul Kita, puso en duda la intención de Wilks de presentar hechos objetivos, comentando que el documental "presenta sólo un lado de los hechos, a menudo mediante fuentes cuestionables, extrapolaciones amplias de estudios pequeños y afirmaciones que son simple y llanamente engañosas". Así mismo, el experto en nutrición deportiva Asker Jeukendrep declaró: "Game Changers cumple casi todos los puntos de la pseudociencia y ninguno de la ciencia", una opinión que otros críticos compartieron.

### The Joe Rogan Experience
El 21 de noviembre de 2019, el popular comentarista Joe Rogan abordó el documental en su podcast The Joe Rogan Experience, que para la ocasión contó con la presencia de Chris Kesser, activista de la dieta paleolítica y codirector del California Center for Functional Medicine. Tanto Rogan como Kresser criticaron The Game Changers con dureza durante el programa, y el segundo de ellos escribió un análisis pormenorizado en su página web. Kresser describió el documental como "lleno de afirmaciones engañosas, medias verdades, puras falsedades, lógica viciada y absurdeces".
Sin embargo, a fin de dar una oportunidad a ambos lados del debate, Rogan invitó tanto a Kresser como al creador de The Game Changers, James Wilks, a una nueva edición del podcast el 5 de diciembre. La resultante tertulia duró cuatro horas y dio lugar a que Wilks se ocupase de las críticas de Kresser, consiguiendo que el proponente de la paleodieta admitiera errores técnicos relacionados con la vitamina B12 en su propia tesis. Notablemente, el propio Rogan admitió haber cambiado su postura con el debate, comentando que Wilks "lo hizo muy bien y se defendió a sí mismo y a su película bastante espectacularmente", hasta el punto de que consideró eliminar de su canal el vídeo de la anterior edición. Arnold Schwarzenegger, uno de los participantes en el documental, alabó a Rogan por "mantener siempre una mente abierta".
La audiencia coreó la opinión de Schwarzenegger, no sólo dentro de la comunidad vegana, y algunos espectadores llegaron a proponer otro debate, esta vez entre Wilks y su crítico Norton Layne. Rogan contactó con Layne y le invitó a dar su opinión, a lo que el aludido escribió un análisis del debate en su propio sitio web. En su respuesta, Layne admitió que Wilks preparó bien su participación en la tertulia, pero advirtió que "parecía centrado en destruir a Chris en vez de en defender las afirmaciones de su película" y que "cometió una atrocidad de falacias lógicas y tergiversó trozos de investigaciones a fin de sustentar su sesgo".